# Outlook Express
Outlook Express, dříve Microsoft Windows Mail, je již nepodporovaný bezplatný e-mailový klient společnosti Microsoft, který je součástí operačního systému Windows od verze 95 OSR-2. Jedná se o nástupce aplikace Microsoft Internet Mail a je k dispozici ke stažení i pro starší verze Macintosh (v novějších verzích byl nahrazen aplikací Microsoft Entourage, která je placenou součástí Microsoft Office pro Macintosh). V listopadu 2005 Microsoft oznámil, že další verze Outlook Express, která bude vydána jako součást Windows Vista, ponese jméno Windows Mail.
Outlook Express je odlišný program od Microsoft Outlook, který je součástí kancelářského balíku Microsoft Office. Oba programy nesdílí stejný kód, ale mají podobnou architekturu. Outlook Express je tak mnohdy špatně chápán jako odlehčená verze Outlooku. Klient je též dost často kritizován pro svou slabší úroveň zabezpečení, která se v minulosti stala častým zdrojem šíření počítačových virů.

## Přehled verzí a formátů pošty
| Verze | Úložný formát | Integrováno s |
| ----- | ------------- | ------------- |
| 4     | *.mbx         | Windows 98    |
| 5     | *.dbx         | Windows 98 SE |
| 5.50  | *.dbx         | Windows 2000  |
| 5.5   | *.dbx         | Windows ME    |
| 6     | *.dbx         | Windows XP    |
| 7     | *.eml         | Windows Vista |

Poznámka: Verze 7 bude vydána pod názvem Windows Mail.